# 와시노미야 신사

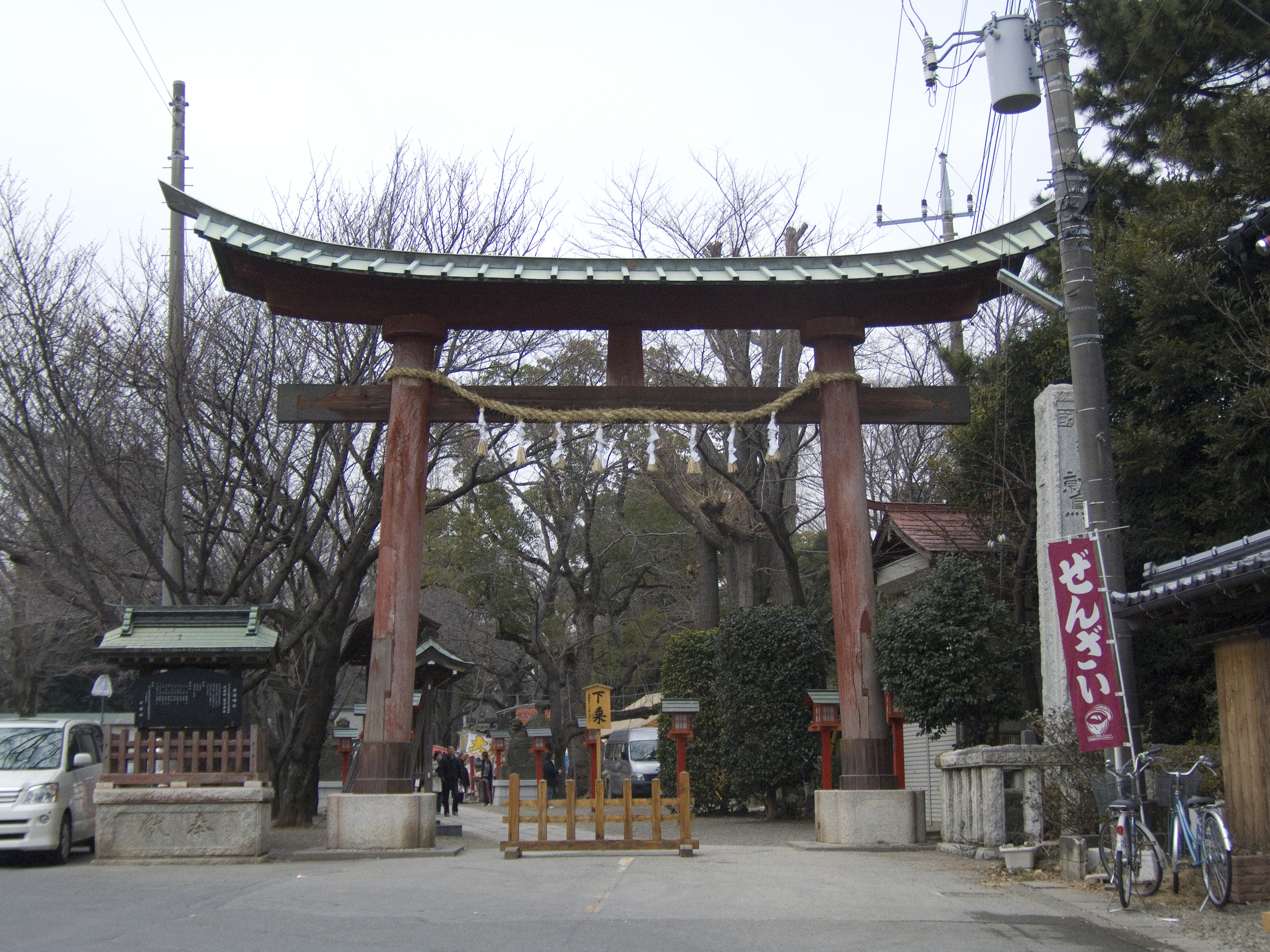
와시노미야 신사의 토리이

와시노미야 신사(일본어: 鷲宮神社 와시노미야 진자[*])는 일본 사이타마현 구키시에 위치한 신사이다. 간토 지방에서 가장 오래된 대사(大社)로 알려져 있다. 아메노호히(일본어: アメノホヒ. 天穂日命라고도 쓰인다), 다케히라토리노미코토(일본어: 建比良鳥命. 武夷鳥命), 오오쿠니누시(大国主. 大己貴命)을 모신다.

## 역사
신사의 기록에 의하면 일본의 신화 시대의 옛날, 아메노호히가 동국을 경영하기 위해서 무사시국에 도착해, 아메노호히 수행의 이즈모족 27명의 부족과 현지의 부족이 당지의 고장을 지키는 신으로서 오오쿠니메시를 모셨는데 시작된다고 전한다. 그 후, 야마토 타케루의 동국 평정때, 별궁을 세워 아메노호히와 자신의 타케히라토리노미코토를 모셨다고 하지만, 엥기식 신명부나 국사로의 기재는 없다.
또, 별명으로 하니시노미야(土師の宮)라고도 불리게 된 것으로는, 스진 천황 시대에 창건으로 여겨져 가와치국에서 간토으로 이주한 하지 가문(土師氏)이 시모사국 아사쿠사로부터 도네강을 올라 당지에 이주했을 때에 선조를 모신 데서 유래했다.
중세 이후에는 간토의 소샤(지역 내의 신사의 신을 모아 세운 신사)·간토 진호의 신사로서 간토의 무가(武家)의 숭경을 받았다. 겐초 3년(1251년), 호조 도키요리가 당사에 봉폐 기원했던 것이 《아즈마 카가미(吾妻鏡)》에 있는 것 외 후지와라노 히데사토・닛타 요시사다・고가 구보・간토 간레이의 역대 우에스기 가문(上杉氏) 등이 폐백의 봉납, 카미료의 기부, 신전의 축조 등을 실시했다. 덴쇼 19년(1591년), 도쿠가와 이에야스가 샤료 400석을 기부해, 역대의 장군도 주인장을 발행해 샤료를 안도했다(주인지).
에도 시대 초기부터 메이지 시대 초기까지 신사 영지 고쿠다카 천여석은 오우치 가문(大内氏)이 다스렸다. 에도시대 초기, 도쿠가와 이에미쓰의 닛코 동조궁 참배때, 도네강 도하의 경비에 참가한 오우치 가문은 이에미쓰가 도네강에 착수함을 도왔다. 이 공에 의해 본래라면 영지가 늘어야 했으나, 세키가하라 전투 이후 여유도 없던 터라 그 대신 에도 성 안의 1만 석의 영지에 해당하는 호칭을 받았다. 따라서 에도 성에 들어갈 때에는 다이묘가 다니던 방을 지나다녔고, 또 오우치 가문의 고용인은 에도 성 안에서는 가로대우를 받았다고 전해진다.
메이지 원년(1868년), 메이지 신정부에 의해 준칙제사(도쿄 12사)의 1사로 지정되었다.

## 문화재
《하니시 일류 12좌 카구라》(土師一流十二座神楽)는 간토 가구라의 원류로 여겨져 나라 지정의 중요 무형 민속 문화재로 지정되어 있다. 그 밖에 태도, 청동 거울, 고문서 등의 국 · 현 지정 문화재가 있다.

## 교통
- 도부 철도 이세사키 선 와시노미야 역에서 걸어서 10분
- JR 동일본 우쓰노미야 선(도호쿠 본선) 히가시와시노미야역에서 걸어서 30분

## 같이 보기
- 서의 시(酉の市) - 예년 11월의 서의 날에 행해지는 각지의 독수리 신사(큰 새 신사)의 제례
- 러키☆스타 - 이 신사를 모델로 하는 신사가 등장하는 만화 및 애니메이션. 이 작품을 바탕으로 마을 부흥이 되었다.